# Засечка
Засечка е явление, което се състои в това, че след изпълняването на всички необходими условия за възпламеняването на заряда в оръжието (разбиване на капсула в патрона при стрелба от оръжия, стрелящи с унитарни патрони; или възпламеняване на запала или електрическия запал при стрелба с оръдие с разделно зареждане) не се произвежда изстрел.
Причините за засечка варират в зависимост от типа оръжие, но като цяло се отнасят към две основни групи:
- неизправност в ударно-спусковия механизъм: уморена бойна пружина, замърсяване на механизма, счупена или износена игла; в кремъчното оръжие – износен или негоден кремък или кресало; в случай на електрическо възпламеняване – неизправност в източника на ток или електрическата верига на запала;
- неизправност в боеприпаса: негоден капсул, мокър барутен заряд; в кремъчното оръжие – навлажнен барут на запала или липсата на такъв, запушен с мръсотия огнепроводен канал.

Засечката не трябва да се бърка със забавеният изстрел, когато има изстрел, но дълго време след спуска.